# Хамилтън (окръг, Небраска)
Вижте пояснителната страница за други значения на Хамилтън.
Окръг Хамилтън (на английски: Hamilton County) е окръг в щата Небраска, Съединени американски щати. Площта му е 1417 km², а населението - 9403 души (2000). Административен център е град Орора.